# تشلسي بوكلاند
تشلسي بوكلاند هي لاعبة كرة قدم كندية، ولدت في 20 يناير 1990 في سوري في كندا. شاركت مع منتخب كندا لكرة القدم للسيدات. أما مع النوادي، فقد لعبت مع فانكوفر وايتكابس وفانكوفر وايتكابس.